# 大勳位菊花章頸飾
大勳位菊花章頸飾（日语：／）是由日本政府授予功勋卓著者的最高级别勋章，亦是日本唯一的頸飾勋章；1888年根据明治21年1月4日勅令第1号创制，后于2003年根据平成15年内閣府令第54号改制。勋章本体由22K金打造，与纯银制的副章合计491.5克，制作成本高昂。

## 概要

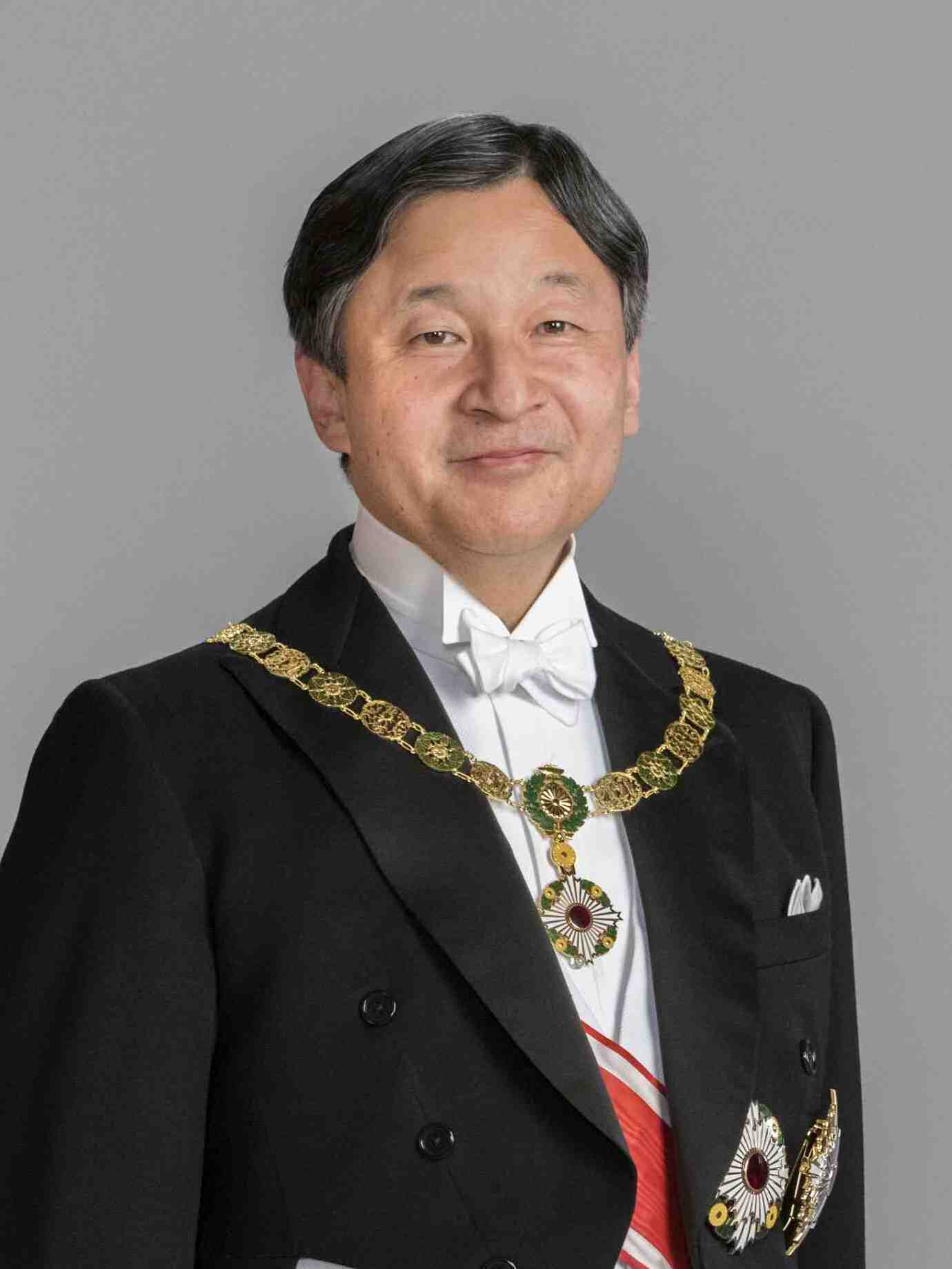
佩戴大勋位菊花章颈饰的德仁

日本天皇原本在授勋典礼与新年祝贺仪式上会佩戴大勋位菊花章頸飾、大勋位菊花大綬章、桐花大綬章正副章、瑞宝大綬章副章，因此衣装相当沉重。2003年勋制改革后，时任明仁天皇着正装时，只在燕尾服上佩戴大勋位菊花大綬章副章与桐花大綬章。賞勳局官员称，昭和天皇曾透露：“朕不介意（在授勋仪式上）站很久，但希望典礼快点结束，这样就可以摘下这沉重的勋章。”仅佩用两枚勋章被认为是考虑到天皇的高龄因素。
大勳位菊花章頸飾一般仅授予已获大勋位菊花大綬章者，因此在佩戴时，左胸亦佩戴大勋位菊花大綬章副章作为大勳位菊花章頸飾的副章。倘若受勋者尚未获得大勋位菊花大綬章，则会将两枚勋章一并授予（如安倍晋三身后被同时追授两枚勋章）。

## 設計
頸飾中央为景泰蓝绿色菊叶环抱的金色菊花图案，颈链由篆书“明”“治”二字、菊叶环保菊花三种纹样的金属链牌组成。“明”“治”链牌两边各排有三枚，中间以菊花叶链牌隔开。链牌长轴为28毫米，中心的菊花叶颈饰则为39毫米 。篆文“明”“治”代表勋章创制时期年号。

## 受章者列表

### 天皇
| 称谓     | 受章时间     | 备注             |
| -------- | ------------ | ---------------- |
| 明治天皇 | 1888年1月4日 | 创制者。         |
| 明仁     | 1989年1月7日 | 继承皇位时获授。 |
| 德仁     | 2019年5月1日 | 继承皇位时获授。 |

※大正天皇与昭和天皇于即位前获授，因而记载于下方皇族列表。

### 皇族
| 称谓             | 身份               | 受章时间      | 备注                                       |
| ---------------- | ------------------ | ------------- | ------------------------------------------ |
| 有栖川宮熾仁親王 | 皇族、陸軍大将     | 1895年1月16日 | 死后追授，勋章现藏国学院大学博物馆。       |
| 小松宮彰仁親王   | 皇族、元帥陸軍大将 | 1895年8月5日  |                                            |
| 北白川宮能久親王 | 皇族、陸軍大将     | 1895年11月1日 | 死后追授，甲午战争中在台湾台南县病死。     |
| 皇太子嘉仁親王   | 皇族               | 1900年5月10日 | 即后日大正天皇，成婚时受章。               |
| 有栖川宮威仁親王 | 皇族、元帥海軍大将 | 1913年7月7日  | 死后追授。                                 |
| 伏見宮貞愛親王   | 皇族、元帥陸軍大将 | 1916年1月19日 |                                            |
| 皇太子裕仁親王   | 皇族               | 1921年9月24日 | 即后日昭和天皇，同月访问欧洲各国归来受勋。 |
| 閑院宮載仁親王   | 皇族、元帥陸軍大将 | 1921年9月24日 | 随行皇太子裕仁親王访欧归来受勋。           |
| 東伏見宮依仁親王 | 皇族、元帥海軍大将 | 1922年6月27日 | 死后追授。                                 |
| 久邇宮邦彦王     | 皇族、元帥陸軍大将 | 1929年1月27日 | 死后追授，香淳皇后之父。                   |
| 伏見宮博恭王     | 皇族、元帥海軍大将 | 1934年4月29日 |                                            |
| 梨本宮守正王     | 皇族、元帥陸軍大将 | 1942年4月4日  |                                            |

### 一般受章者
| 称谓       | 身份                               | 受章时间       | 勋位等                             | 备注                                 |
| ---------- | ---------------------------------- | -------------- | ---------------------------------- | ------------------------------------ |
| 伊藤博文   | 内阁总理大臣                       | 1906年4月1日   | 从一位大勋位公爵                   |                                      |
| 大山巖     | 陆军大臣、参谋总长、滿洲軍总司令官 | 1906年4月1日   | 元帥陸軍大将从一位大勋位功一級公爵 |                                      |
| 山縣有朋   | 内阁总理大臣                       | 1906年4月1日   | 元帥陸軍大将从一位大勋位功一級公爵 |                                      |
| 桂太郎     | 内阁总理大臣                       | 1913年10月10日 | 陸軍大将从一位大勋位功三級公爵     | 临终前数小时受勋。                   |
| 井上馨     | 元老                               | 1915年9月1日   | 从一位大勋位侯爵                   | 死后追授。                           |
| 松方正義   | 内阁总理大臣                       | 1916年7月14日  | 从一位大勋位公爵                   |                                      |
| 德大寺实则 | 宫内卿、內大臣兼侍从长             | 1919年6月4日   | 从一位大勋位公爵                   | 死后追授。                           |
| 大隈重信   | 内阁总理大臣                       | 1922年1月10日  | 从一位大勋位侯爵                   | 死后追授，勋章现藏早稻田大学图书馆。 |
| 东乡平八郎 | 联合舰队司令长官、海军军令部长     | 1926年11月11日 | 元帥海軍大将从一位大勋位功一級侯爵 |                                      |
| 西園寺公望 | 内阁总理大臣                       | 1928年11月10日 | 从一位大勋位公爵                   | 现藏國立公文書館。                   |
| 山本權兵衛 | 内阁总理大臣                       | 1933年12月9日  | 海軍大将从一位大勋位功一級伯爵     | 死后追授。                           |
| 吉田茂     | 内阁总理大臣                       | 1967年10月20日 | 从一位大勋位                       | 死后追授，次年被盗，至今下落不明。   |
| 佐藤荣作   | 内阁总理大臣                       | 1975年6月3日   | 从一位大勋位                       | 死后追授，现藏國立公文書館。         |
| 中曾根康弘 | 内阁总理大臣                       | 2019年11月29日 |                                    | 死后追授。                           |
| 安倍晋三   | 内阁总理大臣                       | 2022年7月8日   | 从一位大勋位                       | 死后追授，同时追赠大勳位菊花大綬章。 |

### 外国元首
| 国家           | 姓名                               | 身份                     | 受章时间       | 备注                               |
| -------------- | ---------------------------------- | ------------------------ | -------------- | ---------------------------------- |
| 阿富汗王國     | 穆罕默德·查希尔·沙阿               | 阿富汗国王               | 1964年4月8日   |                                    |
| 美国           | 德怀特·艾森豪威尔                  | 美国总统                 | 1960年9月8日   |                                    |
| 阿联酋         | 扎耶德·本·苏丹·阿勒纳哈扬          | 阿联酋总统、阿布扎比酋长 | 1990年5月11日  |                                    |
| 英国           | 爱德华七世                         | 英国国王                 | 1902年4月13日  |                                    |
| 英国           | 乔治五世                           | 英国国王                 | 1911年3月30日  |                                    |
| 英国           | 康诺特和斯特拉森公爵亞瑟王子       | 英国王子                 | 1912年         | 曾出席明治天皇葬礼。               |
| 英国           | 威尔士亲王爱德华                   | 英国王储                 | 1922年         |                                    |
| 英国           | 格洛斯特公爵亨利王子               | 英国王子                 | 1929年         |                                    |
| 英国           | 乔治六世                           | 英国国王                 | 1937年         |                                    |
| 英国           | 伊丽莎白二世                       | 英国女王                 | 1962年7月10日  |                                    |
| 英国           | 查爾斯三世                         | 英国国王                 | 2024年6月14日  | 作为王储时曾获授大勋位菊花大绶章。 |
| 義大利王國     | 维托里奥·埃马努埃莱三世            | 意大利国王               | 1902年4月16日  |                                    |
| 伊拉克王國     | 費薩爾二世                         | 伊拉克国王               | 1957年11月8日  |                                    |
| 伊朗王国       | 穆罕默德-礼萨·巴列维               | 伊朗沙阿                 | 1958年5月19日  |                                    |
| 埃塞俄比亚帝国 | 海尔·塞拉西一世                    | 埃塞俄比亚皇帝           | 1956年11月16日 |                                    |
| 荷蘭           | 貝婭特麗克絲                       | 荷兰女王                 | 1991年10月17日 |                                    |
| 荷蘭           | 荷蘭的威廉-亞歷山大                | 荷兰国王                 | 2014年10月24日 |                                    |
| 奥地利帝國     | 弗朗茨·约瑟夫一世                  | 奥地利皇帝               | 1898年10月25日 |                                    |
|                | 哈马德·本·哈利法·阿勒萨尼          | 卡塔尔埃米尔             | 1984年4月20日  |                                    |
| 柬埔寨         | 诺罗敦·西哈莫尼                    | 柬埔寨国王               | 2010年5月11日  |                                    |
| 科威特         | 萨巴赫·艾哈迈德·贾比尔·萨巴赫      | 科威特埃米爾             | 2012年3月13日  |                                    |
| 沙烏地阿拉伯   | 费萨尔·本·阿卜杜勒-阿齐兹·阿勒沙特 | 沙特阿拉伯国王           | 1971年5月18日  |                                    |
| 沙烏地阿拉伯   | 萨勒曼·本·阿卜杜勒-阿齐兹·阿勒沙特 | 沙特阿拉伯国王           | 2017年3月10日  |                                    |
| 瑞典           | 古斯塔夫六世·阿道夫                | 瑞典国王                 | 1962年7月10日  |                                    |
| 瑞典           | 卡尔十六世·古斯塔夫                | 瑞典国王                 | 1980年4月11日  |                                    |
| 西班牙         | 胡安·卡洛斯一世                    | 西班牙国王               | 1980年10月24日 |                                    |
| 西班牙         | 費利佩六世                         | 西班牙国王               | 2017年3月31日  |                                    |
| 泰國           | 普密蓬·阿杜德                      | 泰国国王                 | 1963年5月24日  |                                    |
| 大韓帝國       | 純宗                               | 韓國皇帝                 | 1907年10月17日 |                                    |
| 大韓帝國       | 高宗                               | 韩国皇帝                 | 1919年1月21日  | 死后追授。                         |
| 丹麦           | 瑪嘉烈二世                         | 丹麦女王                 | 1981年4月17日  |                                    |
| 德意志帝國     | 威廉二世                           | 德国皇帝                 | 1894年12月10日 |                                    |
| 德意志帝國     | 普鲁士的海因里希                   | 德国王子                 | 1912年         | 曾出席明治天皇葬礼。               |
| 尼泊尔         | 马亨德拉                           | 尼泊尔国王               | 1960年4月15日  |                                    |
| 尼泊尔         | 畢蘭德拉                           | 尼泊尔国王               | 1975年2月12日  |                                    |
| 挪威           | 奥拉夫五世                         | 挪威国王                 | 1983年10月14日 |                                    |
| 挪威           | 哈拉尔五世                         | 挪威国王                 | 2001年3月16日  |                                    |
| 巴西           | 埃內斯托·蓋澤爾                    | 巴西总统                 | 1976年9月10日  |                                    |
|                | 哈桑纳尔·博尔基亚                  | 文莱苏丹                 | 1984年4月3日   |                                    |
| 比利时         | 利奥波德二世                       | 比利时国王               | 1905年7月12日  |                                    |
| 比利时         | 博杜安                             | 比利时国王               | 1964年1月14日  |                                    |
| 比利时         | 阿尔贝二世                         | 比利时国王               | 1996年10月11日 |                                    |
| 比利时         | 菲利普                             | 比利时国王               | 2016年10月4日  |                                    |
| 马来西亚       | 端姑賽布特拉                       | 马来西亚最高元首         | 1964年6月15日  |                                    |
| 马来西亚       | 端姑依斯迈·纳西鲁丁沙              | 马来西亚最高元首         | 1970年2月17日  |                                    |
| 马来西亚       | 阿兹兰沙                           | 马来西亚最高元首         | 1991年9月20日  |                                    |
| 马来西亚       | 端姑阿都哈林                       | 马来西亚最高元首         | 2012年9月25日  |                                    |
| 滿洲國         | 溥仪                               | 满洲国皇帝               | 1934年6月7日   |                                    |
| 摩洛哥         | 哈桑二世                           | 摩洛哥国王               |                |                                    |
| 摩洛哥         | 穆罕默德六世                       | 摩洛哥国王               | 2005年11月22日 |                                    |
| 约旦           | 侯赛因·本·塔拉勒                   | 约旦国王                 | 1976年3月2日   |                                    |
| 约旦           | 阿卜杜拉二世                       | 约旦国王                 | 1999年11月26日 |                                    |
| 盧森堡         | 让                                 | 卢森堡大公               | 1998年2月6日   |                                    |
| 盧森堡         | 亨利                               | 卢森堡大公               | 2017年11月21日 |                                    |
| 俄罗斯帝国     | 尼古拉二世                         | 俄罗斯沙皇               | 1896年3月3日   |                                    |

## 外部連結
- （日語）日本の勲章・褒章